# Nurse Jackie/Episodenliste

Logo zur Serie

Diese Episodenliste enthält alle Episoden der US-amerikanischen Krankenhausserie Nurse Jackie, sortiert nach der US-amerikanischen Erstausstrahlung. Die Fernsehserie umfasst sieben Staffeln mit 80 Episoden.

## Übersicht
| Staffel | Episodenanzahl | Erstausstrahlung USA | Erstausstrahlung USA | Deutschsprachige Erstausstrahlung | Deutschsprachige Erstausstrahlung |
| Staffel | Episodenanzahl | Staffelpremiere      | Staffelfinale        | Staffelpremiere                   | Staffelfinale                     |
| ------- | -------------- | -------------------- | -------------------- | --------------------------------- | --------------------------------- |
| 1       | 12             | 8. Juni 2009         | 24. August 2009      | 10. Januar 2011                   | 28. März 2011                     |
| 2       | 12             | 22. März 2010        | 7. Juni 2010         | 26. April 2012                    | 7. Juni 2012                      |
| 3       | 12             | 28. März 2011        | 20. Juni 2011        | 25. Juni 2012                     | 30. Juli 2012                     |
| 4       | 10             | 8. April 2012        | 17. Juni 2012        | 24. April 2014                    | 22. Mai 2014                      |
| 5       | 10             | 14. April 2013       | 16. Juni 2013        | 24. August 2016                   | 21. September 2016                |
| 6       | 12             | 13. April 2014       | 29. Juni 2014        | 28. September 2016                | 2. November 2016                  |
| 7       | 12             | 12. April 2015       | 28. Juni 2015        | 9. November 2016                  | 14. Dezember 2016                 |

## Staffel 1
Die Erstausstrahlung der ersten Staffel war vom 8. Juni bis zum 24. August 2009 auf dem US-amerikanischen Kabelsender Showtime zu sehen. Die deutschsprachige Erstausstrahlung sendete der österreichische Sender ORF eins vom 10. Januar bis zum 28. März 2011.
| Nr. (ges.) | Nr. (St.) | Deutscher Titel      | Originaltitel          | Erstausstrahlung USA | Deutschsprachige Erstausstrahlung (A) |
| ---------- | --------- | -------------------- | ---------------------- | -------------------- | ------------------------------------- |
| 1          | 1         | Bittere Pillen       | Pilot                  | 8. Juni 2009         | 10. Jan. 2011                         |
| 2          | 2         | Von wegen süß        | Sweet ’n All           | 15. Juni 2009        | 17. Jan. 2011                         |
| 3          | 3         | Hühnersuppe          | Chicken Soup           | 22. Juni 2009        | 24. Jan. 2011                         |
| 4          | 4         | Farben der Angst     | School Nurse           | 29. Juni 2009        | 31. Jan. 2011                         |
| 5          | 5         | Von Mann zu Mann     | Daffodil               | 6. Juli 2009         | 7. Feb. 2011                          |
| 6          | 6         | Prost und vorbei     | Tiny Bubbles           | 13. Juli 2009        | 14. Feb. 2011                         |
| 7          | 7         | Und Gott schimpfte … | Steak Knife            | 20. Juli 2009        | 21. Feb. 2011                         |
| 8          | 8         | Alle sind wir Kinder | Pupil                  | 27. Juli 2009        | 28. Feb. 2011                         |
| 9          | 9         | Nasenbluten          | Nosebleed              | 3. Aug. 2009         | 7. März 2011                          |
| 10         | 10        | Hand anlegen         | Ring Finger            | 10. Aug. 2009        | 14. März 2011                         |
| 11         | 11        | Die Dosis Mensch     | Pill O-Matix           | 17. Aug. 2009        | 28. März 2011                         |
| 12         | 12        | Im falschen Film     | Health Care and Cinema | 24. Aug. 2009        | 28. März 2011                         |

## Staffel 2
Die Erstausstrahlung der zweiten Staffel war vom 22. März bis zum 7. Juni 2010 auf dem US-amerikanischen Kabelsender Showtime zu sehen. Die deutschsprachige Erstausstrahlung sendete der Pay-TV-Sender TNT Serie vom 26. April bis zum 7. Juni 2012.
| Nr. (ges.) | Nr. (St.) | Deutscher Titel                          | Originaltitel       | Erstausstrahlung USA | Deutschsprachige Erstausstrahlung (D/A/CH) |
| ---------- | --------- | ---------------------------------------- | ------------------- | -------------------- | ------------------------------------------ |
| 13         | 1         | Seelenfutter                             | Comfort Food        | 22. März 2010        | 26. Apr. 2012                              |
| 14         | 2         | Als Gott eine Flasche an den Kopf bekam… | Twitter             | 29. März 2010        | 3. Mai 2012                                |
| 15         | 3         | Psyche, Protz und Pläne                  | Candyland           | 5. Apr. 2010         | 3. Mai 2012                                |
| 16         | 4         | Im Rausch der Mittel                     | Apple Bong          | 12. Apr. 2010        | 10. Mai 2012                               |
| 17         | 5         | An der Pflegefront                       | Caregiver           | 19. Apr. 2010        | 10. Mai 2012                               |
| 18         | 6         | Schicksalspfeife                         | Bleeding            | 26. Apr. 2010        | 17. Mai 2012                               |
| 19         | 7         | Hinterrücks                              | Silly String        | 3. Mai 2010          | 17. Mai 2012                               |
| 20         | 8         | Aufbruch                                 | Monkey Bits         | 10. Mai 2010         | 24. Mai 2012                               |
| 21         | 9         | Gefährliche Liebschaften                 | P.O. Box            | 17. Mai 2010         | 24. Mai 2012                               |
| 22         | 10        | Schlafende Hunde                         | Sleeping Dogs       | 24. Mai 2010         | 31. Mai 2012                               |
| 23         | 11        | Was der Tag bringt                       | What The Day Brings | 31. Mai 2010         | 31. Mai 2012                               |
| 24         | 12        | Eine Welt bricht zusammen                | Years of Service    | 7. Juni 2010         | 7. Juni 2012                               |

## Staffel 3
Die Erstausstrahlung der dritten Staffel war vom 28. März bis zum 20. Juni 2011 auf dem US-amerikanischen Kabelsender Showtime zu sehen. Die deutschsprachige Erstausstrahlung sendete der deutsche Free-TV-Sender RTL Nitro vom 25. Juni bis zum 30. Juli 2012.
| Nr. (ges.) | Nr. (St.) | Deutscher Titel       | Originaltitel              | Erstausstrahlung USA | Deutschsprachige Erstausstrahlung (D) |
| ---------- | --------- | --------------------- | -------------------------- | -------------------- | ------------------------------------- |
| 25         | 1         | Lügenspiel            | Game On                    | 28. März 2011        | 25. Juni 2012                         |
| 26         | 2         | Endstation Freiheit   | Enough Rope                | 4. Feb. 2011         | 25. Juni 2012                         |
| 27         | 3         | Warum einfach?        | Play Me                    | 11. Apr. 2011        | 2. Juli 2012                          |
| 28         | 4         | Titelkämpfe           | Mitten                     | 18. Apr. 2011        | 2. Juli 2012                          |
| 29         | 5         | Sodom und Gomorra     | Rat Falls                  | 25. Apr. 2011        | 9. Juli 2012                          |
| 30         | 6         | Auszug der Heiligen   | When the Saints Go         | 2. Mai 2011          | 9. Juli 2012                          |
| 31         | 7         | Himmelsläufer         | Orchids and Salami         | 9. Mai 2011          | 16. Juli 2012                         |
| 32         | 8         | Patronin der Sünder   | The Astonishing            | 16. Mai 2011         | 16. Juli 2012                         |
| 33         | 9         | Schicksalshelfer      | Have You Met Ms. Jones?    | 23. Mai 2011         | 23. Juli 2012                         |
| 34         | 10        | Scheiß auf Tierrechte | Fuck the Lemurs            | 6. Juni 2011         | 23. Juli 2012                         |
| 35         | 11        | Schlagtraining        | Batting Practice           | 13. Juni 2011        | 30. Juli 2012                         |
| 36         | 12        | Ein Fest der Leiden   | …Deaf Blind Tumor Pee-Test | 20. Juni 2011        | 30. Juli 2012                         |

## Staffel 4
Die Erstausstrahlung der vierten Staffel war vom 8. April bis zum 17. Juni 2012 auf dem US-amerikanischen Kabelsender Showtime zu sehen. Die deutschsprachige Erstausstrahlung sendete der Pay-TV-Sender TNT Serie vom 24. April bis zum 22. Mai 2014.
| Nr. (ges.) | Nr. (St.) | Deutscher Titel                        | Originaltitel             | Erstausstrahlung USA | Deutschsprachige Erstausstrahlung (D/A/CH) |
| ---------- | --------- | -------------------------------------- | ------------------------- | -------------------- | ------------------------------------------ |
| 37         | 1         | Ganz unten                             | Kettle-Kettle-Black-Black | 8. Apr. 2012         | 24. Apr. 2014                              |
| 38         | 2         | Entzug ist witziger auf Pille          | Disneyland Sucks          | 15. Apr. 2012        | 24. Apr. 2014                              |
| 39         | 3         | Trost-Pflaster                         | The Wall                  | 22. Apr. 2012        | 1. Mai 2014                                |
| 40         | 4         | Das Monster in mir                     | Slow Growing Monsters     | 29. Apr. 2012        | 1. Mai 2014                                |
| 41         | 5         | Für mich kein Dessert!                 | One-Armed Jacks           | 6. Mai 2012          | 8. Mai 2014                                |
| 42         | 6         | Der richtige Mensch im falschen Körper | No-Kimono-Zone            | 13. Mai 2012         | 8. Mai 2014                                |
| 43         | 7         | Schlussmacher                          | Day of the Iguana         | 20. Mai 2012         | 15. Mai 2014                               |
| 44         | 8         | Geburts- und Lebenshelfer              | Chaud & Froid             | 2. Juni 2012         | 15. Mai 2014                               |
| 45         | 9         | Nicht auffallen geht nicht             | Are Those Feathers?       | 10. Juni 2012        | 22. Mai 2014                               |
| 46         | 10        | Ein ganz persönlicher Härtefall        | Handle Your Scandal       | 17. Juni 2012        | 22. Mai 2014                               |

## Staffel 5
Die Erstausstrahlung der fünften Staffel war vom 14. April bis zum 16. Juni 2013 auf dem US-amerikanischen Kabelsender Showtime zu sehen. Die deutschsprachige Erstausstrahlung sendete der deutsche Pay-TV-Sender Sky Atlantic HD vom 24. August bis zum 21. September 2016.
| Nr. (ges.) | Nr. (St.) | Deutscher Titel                    | Originaltitel          | Erstausstrahlung USA | Deutschsprachige Erstausstrahlung (D) |
| ---------- | --------- | ---------------------------------- | ---------------------- | -------------------- | ------------------------------------- |
| 47         | 1         | Mein wunderbarer Scheiß-Geburtstag | Happy Fucking Birthday | 14. Apr. 2013        | 24. Aug. 2016                         |
| 48         | 2         | Mit harten Bandagen                | Luck of the Drawing    | 21. Apr. 2013        | 24. Aug. 2016                         |
| 49         | 3         | Immer nur lächeln                  | Smile                  | 28. Apr. 2013        | 31. Aug. 2016                         |
| 50         | 4         | Auf Abwegen                        | Lost Girls             | 5. Mai 2013          | 31. Aug. 2016                         |
| 51         | 5         | Ein richtiges Date                 | Good Thing             | 12. Mai 2013         | 7. Sep. 2016                          |
| 52         | 6         | Volltreffer                        | Walk of Shame          | 19. Mai 2013         | 7. Sep. 2016                          |
| 53         | 7         | Lass dich umarmen!                 | Teachable Moments      | 26. Mai 2013         | 14. Sep. 2016                         |
| 54         | 8         | Wiedergutmachung                   | Forget It              | 2. Juni 2013         | 14. Sep. 2016                         |
| 55         | 9         | Herzensangelegenheiten             | Heart                  | 9. Juni 2013         | 21. Sep. 2016                         |
| 56         | 10        | Der letzte Song                    | Soul                   | 16. Juni 2013        | 21. Sep. 2016                         |

## Staffel 6
Die Erstausstrahlung der sechsten Staffel war vom 13. April bis zum 29. Juni 2014 auf dem US-amerikanischen Kabelsender Showtime zu sehen. Die deutschsprachige Erstausstrahlung sendete der deutsche Pay-TV-Sender Sky Atlantic HD vom 28. September bis zum 2. November 2016.
| Nr. (ges.) | Nr. (St.) | Deutscher Titel            | Originaltitel           | Erstausstrahlung USA | Deutschsprachige Erstausstrahlung (D) | Regie                     | Drehbuch                                        |
| ---------- | --------- | -------------------------- | ----------------------- | -------------------- | ------------------------------------- | ------------------------- | ----------------------------------------------- |
| 57         | 1         | Wieder voll dabei          | Sink or Swim            | 13. Apr. 2014        | 28. Sep. 2016                         | Jesse Peretz              | Clyde Phillips                                  |
| 58         | 2         | Zu zweit macht’s mehr Spaß | Pillgrimage             | 20. Apr. 2014        | 28. Sep. 2016                         | Brendan Walsh             | Tom Straw                                       |
| 59         | 3         | Ist doch nur Sperma        | Super Greens            | 27. Apr. 2014        | 5. Okt. 2016                          | Jesse Peretz & Abe Sylvia | Liz Flahive                                     |
| 60         | 4         | Schatten der Vergangenheit | Jungle Love             | 4. Mai 2014          | 5. Okt. 2016                          | Adam Arkin                | Abe Sylvia                                      |
| 61         | 5         | Harte Brocken              | Rag and Bone            | 11. Mai 2014         | 12. Okt. 2016                         | Jesse Peretz              | Ellen Fairey                                    |
| 62         | 6         | Traurig kann ich           | Nancy Wood              | 18. Mai 2014         | 12. Okt. 2016                         | Keith Gordon              | Carly Mensch                                    |
| 63         | 7         | Der Kreislauf des Lebens   | Rat on a Cheeto         | 25. Mai 2014         | 19. Okt. 2016                         | Jesse Peretz              | Heidi Schreck                                   |
| 64         | 8         | Momentaufnahme             | The Lady with the Lamp  | 1. Juni 2014         | 19. Okt. 2016                         | Seith Mann                | Abe Sylvia                                      |
| 65         | 9         | Gib’ mir Süßes             | Candyman                | 8. Juni 2014         | 26. Okt. 2016                         | Jesse Peretz              | Liz Flahive & Ellen Fairey                      |
| 66         | 10        | Thelma und Louise          | Sidecars and Spermicide | 15. Juni 2014        | 26. Okt. 2016                         | Seith Mann                | Carly Mensch & Heidi Schreck Idee: Carly Mensch |
| 67         | 11        | Volle Dröhnung             | Sisterhood              | 22. Juni 2014        | 2. Nov. 2016                          | Brendan Walsh             | Liz Flahive                                     |
| 68         | 12        | Den Sturm überstehen       | Flight                  | 29. Juni 2014        | 2. Nov. 2016                          | Jesse Peretz              | Clyde Phillips & Tom Straw Idee: Abe Sylvia     |

## Staffel 7
Die Erstausstrahlung der siebten Staffel war vom 12. April bis zum 28. Juni 2015 auf dem US-amerikanischen Kabelsender Showtime zu sehen. Die deutschsprachige Erstausstrahlung sendete der deutsche Pay-TV-Sender Sky Atlantic HD vom 9. November bis zum 14. Dezember 2016.
| Nr. (ges.) | Nr. (St.) | Deutscher Titel                  | Originaltitel               | Erstausstrahlung USA | Deutschsprachige Erstausstrahlung (D) | Regie               | Drehbuch                                            |
| ---------- | --------- | -------------------------------- | --------------------------- | -------------------- | ------------------------------------- | ------------------- | --------------------------------------------------- |
| 69         | 1         | Von allen verlassen              | Clean                       | 12. Apr. 2015        | 9. Nov. 2016                          | Brendan Walsh       | Clyde Phillips Idee: Clyde Phillips & Tony Saltzman |
| 70         | 2         | Hart erkämpft                    | Deal                        | 19. Apr. 2015        | 9. Nov. 2016                          | Julie Anne Robinson | Tom Straw                                           |
| 71         | 3         | Alles außer Kontrolle            | Godfathering                | 26. Apr. 2015        | 16. Nov. 2016                         | Brendan Walsh       | Liz Flahive                                         |
| 72         | 4         | Von wegen „schwaches Geschlecht“ | Nice Ladies                 | 3. Mai 2015          | 16. Nov. 2016                         | Keith Gordon        | Abe Sylvia                                          |
| 73         | 5         | Ab nach Boston                   | Coop Out                    | 10. Mai 2015         | 23. Nov. 2016                         | Brendan Walsh       | Ellen Fairey                                        |
| 74         | 6         | Showdown                         | High Noon                   | 17. Mai 2015         | 23. Nov. 2016                         | Adam Bernstein      | Carly Mensch                                        |
| 75         | 7         | Dr. Wu und der Pilz-Trip         | Are You With Me, Doctor Wu? | 24. Mai 2015         | 30. Nov. 2016                         | Brendan Walsh       | Tom Straw                                           |
| 76         | 8         | Der letzte Tanz                  | Managed Care                | 31. Mai 2015         | 30. Nov. 2016                         | Jesse Peretz        | Abe Sylvia                                          |
| 77         | 9         | Barmherzige Dienste              | Serviam in Caritate         | 7. Juni 2015         | 7. Dez. 2016                          | Brendan Walsh       | Heidi Schreck                                       |
| 78         | 10        | Das Hearing                      | Jackie and the Wolf         | 14. Juni 2015        | 7. Dez. 2016                          | Jesse Peretz        | Ellen Fairey & Carly Mensch                         |
| 79         | 11        | Wie du mir, so ich dir           | Vigilante Jones             | 21. Juni 2015        | 14. Dez. 2016                         | Brendan Walsh       | Liz Flahive                                         |
| 80         | 12        | Das bittere Ende                 | I Say a Little Prayer       | 28. Juni 2015        | 14. Dez. 2016                         | Abe Sylvia          | Liz Flahive, Clyde Phillips & Tom Straw             |